# لمى سلام
لمى بدر الدين سلام (مواليد 1961)، ناشطة لبنانية، متزوجة من تمام سلام رئيس الوزراء اللبناني. وهي مستشارة تعليمية وناشطة في عدة منظمات غير حكومية في لبنان.

## النشأة والتعليم
لمى هي ابنة الدكتور مالك بدر الدين وسلوى دياب، وهي الابنة الكبرى بين أخين وأخت. تخرجت عام 1979 من كلية لويس فيغمان، وهي مدرسة ثانوية خاصة في بيروت. وهي حاصلة على درجة البكالوريوس ف العلوم التربوية من جامعة روان الواقعة في روان، فرنسا.

## العمل
كانت لمى عضواً في مجلس أمناء كلية لويس فيغمان، ودرّست فيها العلوم منذ عام 1993. بين عامي 1987 و1993، عملت في نفس الكلية معلمةً ومنسّقة للغة الفرنسية للمرحلة الابتدائية. عامي 1991-1992، انتخبت رئيسة لجمعية خريجية كلية لويس فيغمان.
أدى تفانيها للمساهمة في تحسين المجتمع اللبناني إلى ان تصبح عضواً مؤسساً في مجلس إدارة «حماية» عام 2009. لعبت دوراً أساسياً في جمع الأموال لحماية وخلق الوعي بالقضايا في العديد من المناسبات. ساهمت بنشاط في مشاريع مشتركة بين منظمتي «حماية» ومؤسسة أرسينسينيل لتوسيع الجهود المبذولة لمكافحة إساءة معاملة الأطفال.
أصبحت في عام 2011 عضواً في مجلس مؤسسة التراث الوطني. كعضو في مجلس مؤسسة التراث الوطني، وهي منظمة غير ربحية لحماية التراث الوطني، هي مسؤولة عن متجر الهدايا التذكارية في المتحف، حيث يتم استخدام الإيرادات لتمويل متحف بيروت الوطني. تساهم السيدة سلام في الأمسيات الليلية لمتحف بيروت الوطني الذي ينظم كل موسم لعيد الميلاد.
لمى سلام هي أيضا رئيسة جمعية مهرجان بيروت الثقافي.

## فعاليات السراي الكبير
أطلقت السيدة لمى سلام مبادرة «موعد في السراي»  لتوجيه المختصين والمنظمات غير الحكومية لإثارة مواضيع اجتماعية وثقافية وطبية وتعليمية وبيئية هامة، باستخدام مقر السراي الكبير (مكتب رئيس الوزراء) كمنصة وطنية للقضايا الهامة المتعلقة بالمواطنين اللبنانيين. بدءاً من أبريل 2014، وعلى أساس أسبوعي، كانت تناقش مواضيع مختلفة مثل تمكين المرأة وإدخال الأطفال ذوي الاحتياجات الخاصة في المدارس، والشيخوخة الفعالة للمسنين والبيئة ومعرض مواهب الفنانين اللبنانيين الشباب.

## حياتها الشخصية
لمى بدر الدين سلام متزوجة من تمام سلام ولها ابنان من زواج سابق.